# Frants Beyer
Frants Beyer (Bergen, 9 mei 1851 – Oslo, 10 november 1918) was een Noors advocaat en schaderegelaar bij scheepsongelukken (averij grosse). Hij is echter voornamelijk bekend als klankbord van Edvard Grieg.

## Achtergrond
Frants Diecke Cappelen Beyer werd geboren binnen het gezin van rechter Morten Beyer (1822-1880) en Kirsten Christine Jeanette Cappelen (1827-1851). Hij is vernoemd naar zijn grootvader Frands, grootmoeder Diecke en moeder Cappelen. Grootvader Frands Dekke Beyer (1784-1849) was baas en naamgever van de oudste Noorse boekhandel F. Beyer (daarvoor was er een boekhandel van Holger Enevoldsen in hetzelfde gebouw, de boekhandel bestaat in 2015 nog steeds).
Frants Beyer huwde Anna Marie Smith (roepnaam Maisen, 1852-1929). Hij studeerde van 1869 tot 1874 rechten aan de Universiteit van Oslo (Universitetet i Kristiania). Vervolgens werd hij in 1880 schaderegelaar bij scheepsongelukken, maar hij was ook hoofd van het belastingkantoor te Bergen. Opvallend is dat de twee Bergenaren Beyer en Grieg elkaar ontmoet hebben in het Oslo van 1871 (toen Christiania). Ze zouden vrienden blijven voor het leven, zeker toen bij terugkeer in Bergen Beyer en Maisen buren werden van Troldhaugen, de woning van Edvard en Nina. Grieg had al op 16 mei 1877 het orgel bespeeld van de Gamle Aker kirke tijdens het huwelijk van Beyer en Smith. Andersom zorgde Beyer ervoor dat de ruzies in 1883 tussen Edvard en Nina Grieg beslecht werden. Beyer en Grieg wandelden urenlang door de Noorse natuur, soms vergezeld door Julius Röntgen, de Nederlandse componist. Julius vernoemde zijn zonen Edvard Frants Röntgen en Frants Edvard Röntgen naar die ontmoetingen. De uitgebreide briefwisseling tussen Beyer en Grieg en ook Röntgen is bewaard gebleven bij het rijksarchief van Noorwegen. Daarbij is ook aanwezig een flink aantal manuscripten van composities van Grieg en anderen.

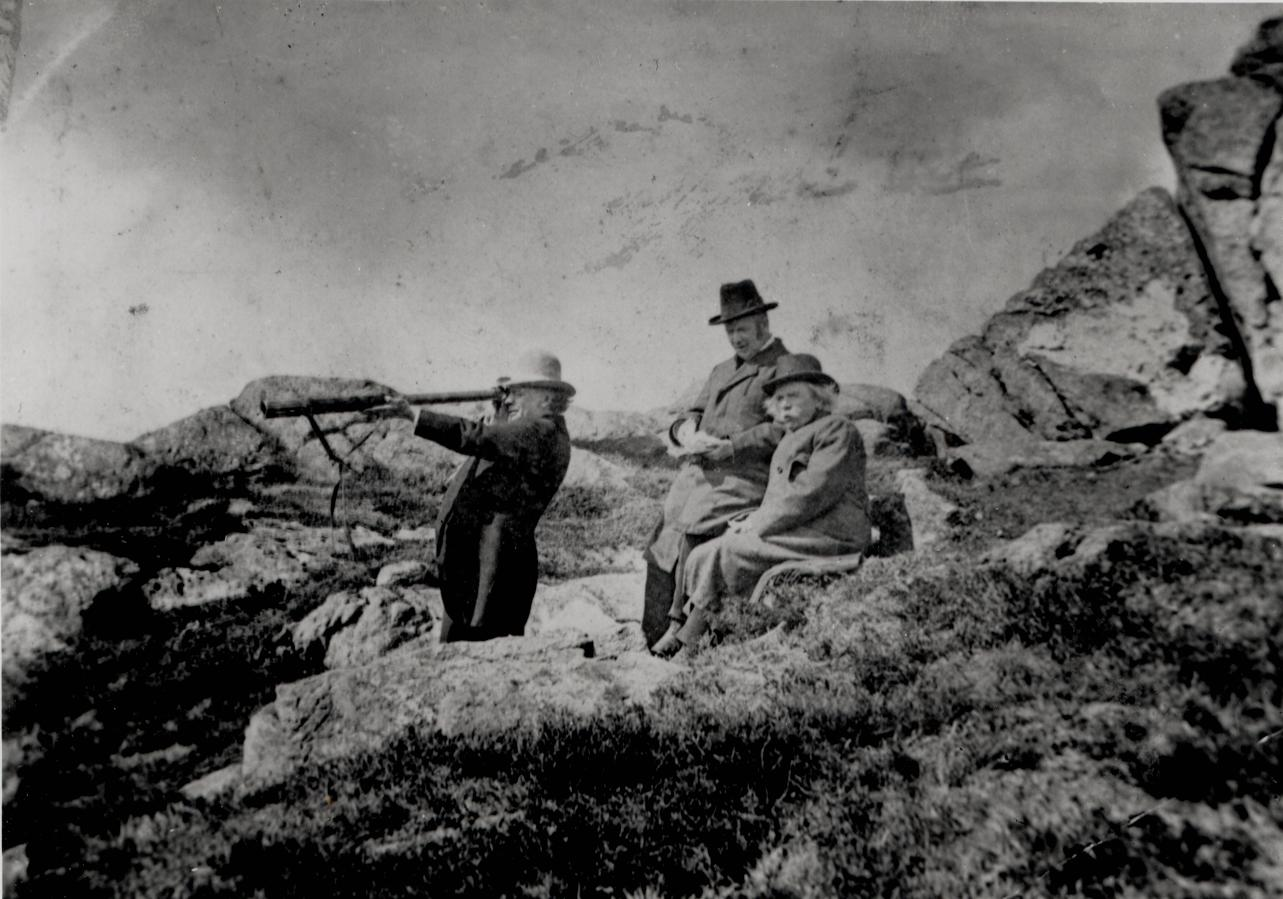
V.l.n.r. Röntgen, Beyer en Grieg in 1900

## Muziek
Tijdens zijn jeugd kreeg Beyer pianolessen en pianospelen bleef een van zijn passies. Zijn bemoeienissen met de muziek bleven niet beperkt tot pianospelen. Zo was hij van 1902 tot 1913 voorzitter van Harmonien, de voorloper van het Bergen filharmoniske orkester, destijds al een van de beste orkesten van Noorwegen. Men had slechts een rivaal, het orkest van het Nationaltheatret geleid door een andere Bergenaar Johan Halvorsen. Hij componeerde ook een beetje. Er zijn ongeveer vijfentwintig liederen van hem bekend, waarvan in 2015 nog bekend zijn:
- opus 1: Seks sange til danske og norske digte, waaronder opus 1.6: Drivdalen (1882)
- opus 2; Seks sange (uitgegeven door Wilhelm Hansen)
- opus 3: Fem sange (voor zangstem en piano) (Nocturne, Efter solnedgang, Efter solnedgang II, Folkevise en Sporgsmaal, dat verscheen bij Brødrene Hals
- opus 4: Fire sange (det var ei nat, det var ei dag; Draugen;Ku-lokk; Raadlaus)
- opus 5: Tre sange

Hij was voorts verzamelaar van Noorse muziek en was een bron voor Grieg bij het opleveren van zijn Nitten norske folkeviser (opus 66).
- International Standard Name Identifier: 0000 0000 3443 692X
- Library of Congress Control Number: n92044148
- MusicBrainz: 7c483993-8e16-441c-8158-e0269891b877
- Virtual International Authority File: 74652541
- WorldCat: E39PBJgmQ3cGrhCBWMFGQQhrbd